# 최영수
최영수(崔榮壽, 1942년 3월 23일 ~ 2009년 8월 31일)는 대한민국의 천주교 대구대교구 제9대 교구장이다. 세례명은 요한이다.

## 일대기
1942년 3월 23일 경북 경산에서 부친 최석암(비오), 모친 김정식(막시마) 사이 7남매 중 셋째로 태어난 최영수는 신심 두터운 부모님의 가르침으로 해맑은 심성을 품고 자랐다. 특히 주변 사람들을 보살피고 베푸는 것을 긍지로 삼았으며, 늘 겸손하고 성실한 삶을 살았다. 동창 최재용 신부(수원교구 수원대리구장)도 2001년 최 대주교가 보좌주교로 임명되던 당시 가톨릭신문과 가진 인터뷰에서 “남을 헤아릴 줄 아는 고운 성품을 지녀 동창들이 잘 따랐다”며, “후에 사목자로서 큰 몫을 다할 것이라고 기대했다”고 말했다.
1982~1986년 산격본당 주임신부 시절에는 성당 건립을 위해 혼신을 쏟다 몇 번이나 연탄가스에 중독되고, 밥 대신 라면만 먹었다는 일화는 유명하다. 경주 성동본당 주임신부 시절에는 공소를 짓기 위해 계획한 예산의 3배를 건립비로 지원해 지금의 양남성당을 세울 수 있었다고 전해진다. 1972~1976년 영천본당 주임신부 시절에는 본당에서 신앙학교를 처음 도입할 정도로 청소년 교육에 깊은 관심을 나타냈다.
반면 온화한 성품과 달리 업무에 있어서만큼은 합리성을 바탕으로 매사에 신중하게 일을 처리했다. 그는 사제 서품 후 본당과 특수사목 등 다양한 소임을 맡으며 어떤 일이든 열정적으로 추진해 나가고 무난히 일을 처리해 ‘외유내강형 사목자’로 깊은 인상을 남겼다. 특히 1995~1997년 제17대 가톨릭신문 사장을 역임했으며, 1996~2001년 대구 평화방송 초대 사장으로 개국을 주도하는 등 선교 활동에도 최선을 다했다.
2000년 12월 22일 보좌주교 임명 후 최영수는 2001~2004년 한국 천주교 주교회의 정의평화위원회 위원장으로 활동하며 교회의 가르침에 따라 대사회적으로 생명문화 정착과 인간존엄성을 수호하는데 앞장섰다.
무엇보다 최 주교는 사형폐지 운동과 반생명법인 모자보건법 폐지운동 등에 발 벗고 나섰다. 최 대주교는 타 종단 지도자들과 함께 사형폐지에 대한 종교인들의 뜻을 모으는 데 구심적 역할을 수행했으며, 2001년 6월 국회회관 내 대회의실에서 최초로 6대 종단이 연합해 사형폐지 행사를 가지며 사회적 반향을 불러일으키는데 크게 기여했다.
또한 새만금 갯벌 살리기 등 환경운동에도 노력을 기울였다. 최 대주교는 당시 주교회의 차원에서 처음으로 새만금 간척사업과 관련해 공식입장을 밝히는 성명서를 발표하기도 했다.
보좌주교 임명 후 최영수는 5년 여 동안 이문희 대주교를 보필하며 총대리직을 수행, 1997~1999년 열린 제1차 교구 시노드를 통해 마련된 후속사업인 대리구체제 정착과 소공동체 운동 활성화 등에 매진하며 2011년 교구설정 100주년 준비의 기틀을 마련했다.
교구설정 100주년 준비사업은 최영수가 2007년 4월 30일 대구대교구장에 착좌하면서 더욱 가시화됐다. 같은 해 10월 23일 교구 사제연수를 통해 최 대주교는 ‘다시 새롭게 2011’(Renew 2011)을 표어로 내건 가운데 제2차 교구 시노드, 100주년 기념 대성전 건립, 100주년사 편찬 등 100주년 3대 기념사업을 공표했다.
지난 100년 간의 역사를 되돌아보는 한편, 앞으로의 100년을 전망하면서 ‘다시 새롭게’ 교구 전체에 복음정신을 불러일으키는 세 가지 기념사업을 공표한 최 대주교는 교구 쇄신과 새로운 도약의 발판을 마련하기 위해 교구의 모든 역량을 100주년 기념사업에 쏟을 것을 당부했다.
최 대주교는 기념사업 공표의 자리에서 “교구는 중요한 일을 결정할 때마다 회의를 통해 모든 사제단의 의견을 수렴할 것”이라며, “앞으로 다가올 100주년을 향해 우리는 이제 앞만 보고 달려 나가면 주님께서 우리를 지켜주실 것”이라고 말했다. 교구 발전을 위해 온 열정을 쏟아오던 최영수 대주교는 뜻밖의 중병으로 2009년 8월 17일 교황 베네딕토 16세의 수락으로 대교구장직을 사임했고, 대구가톨릭대학병원에서 치료를 받아오다 지병 악화로 2009년 8월 31일 오전 6시 20분 향년 67살에 선종했다. 최영수 대주교의 마지막 순간에는 교구장 직무대행 조환길 주교, 유가족, 의료진을 비롯해 몇몇 교구청 사제들이 함께했다. 대구대교구 사무처장 하성호 신부는 “대주교님께서 병환 중에서도 교구 100주년과 교구 발전을 위해 노력해 달라고 하시며 선종하실 때까지 교구를 위해 기도하셨다.”라고 말했다.
선종 직후인 오전 8시 40분 경 대구 가톨릭대병원 장례식장 지하 1층 참관실에서 첫 연도가 바쳐졌다. 이 자리에는 이용길 제1대리구 주교대리 신부를 비롯, 사제와 수도자 10여 명이 함께했다.
이후 최 대주교의 유해는 유가족들이 함께한 가운데 계산성당으로 옮겨졌다. 대구대교구 장의위원회(위원장 조환길 주교)는 이미 계산성당에 빈소를 마련하고 연도객을 맞을 준비에 나서는 등 신속한 움직임을 보였다.
조환길 주교는 오전 9시40분경 대구가톨릭대학병원을 출발, 계산성당에 도착한 최 대주교의 운구 행렬을 맞았으며, 곧 사제단이 유가족과 신자들이 지켜보는 가운데 유해를 성당 안으로 옮겨 제대 앞 유리관에 안치했다.
오전 10시에는 유족과 교구 사제단과 수도자, 신자 등 200여 명이 함께한 가운데 전 대구대교구장 이문희 대주교 주례로 첫 추모미사가 봉헌됐다. 유해가 안치된 계산성당에는 최 대주교의 마지막 모습을 보려고 많은 신자가 몰렸다.
최영수 대주교의 장례미사는 2009년 9월 4일일에 거행되었다. 장례 절차는 4일 오전 9시 계산성당에서 열린 출관 예절로 시작됐다. 성가, 성수 예식과 기도, 분향과 유가족들의 고인에 대한 마지막 인사 등이 끝난 뒤 운구 차량은 계산성당을 빠져나와 장례미사 장소인 대구가톨릭대학교 남산동 캠퍼스 성 김대건 기념관으로 이동했다. 장례미사는 오전 10시부터 조환길 주교의 주례로 한국 천주교 주교단 스물일곱 명과 대구대교구 사제단의 공동 집전으로 거행됐다. 성 김대건 기념관에 들어선 최 대주교의 관은 일반 신자의 장례미사 때와는 달리 제대 쪽이 아닌 신자석을 향하도록 놓였다. 사제는 비록 고인이 됐지만 신자들을 위한 사제로서의 마지막 직무를 다한다는 의미를 담고 있다.
이날 기념관 내 사제와 시민 3천여명이 장례미사를 함께했고, 입장하지 못한 신자 3천여 명은 기념관 앞에 마련된 대형 스크린을 통해 장례미사를 지켜보며 봉헌했다.
대구대교구 하성호 사무처장이 최 대주교의 약력을 소개한 뒤 고인의 육성이 스피커를 통해 2분가량 흘러나왔다. 이어 주한 교황대사인 오스발도 파딜랴 대주교가 교황 베네딕토 16세의 애도문을 낭독했고, 조환길 주교가 장의위원장으로서 인사를 했다.
하관 예절은 대구시 중구 남산동 천주교 대구대교구청 내 교구성직자 묘지에서 치러졌다. 전날 오후 10시 계산성당에서 조환길 주교의 주례로 치러진 염습과 입관 예절에서 수의 대신 제의를 입은 최 대주교는 주교관을 쓰고 손에 묵주를 든 채 대주교 문장이 새겨진 향나무 관에 입관됐다. 관이 들어간 묘지의 넓이는 3.96m2(1.2평)이다. 묘지는 흙으로 봉분을 한 다음 일정한 기간이 지난 후에 석판을 덮게 된다. 따로 상석을 세우지도, 제대를 쌓지도 않았다.
대구대교구 관계자는 "일반 공원묘원의 묘지도 9.9m2(3평)를 넘는 데 비하면 교회의 큰 어른이신 대주교의 묘역으로는 빈약하다는 생각마저 들게 한다"며 "자신의 모든 것을 하느님께 봉헌한 성직자들의 검소한 삶은 영원한 안식처가 된 묘지에서도 무언의 울림을 준다."라고 했다.